# Морен-Десайи, Катрин
Катрин Морен-Десайи (фр. Catherine Morin-Desailly)  — французский политик, сенатор от департамента Приморская Сена.

## Биография
Родилась 6 июля 1960 года в городе Ле-Пети-Кевийи (департамент Приморская Сена). Изучала английский язык в университете Руана, затем продолжала обучение в бизнес-школе HEC в Париже и высшей школе бизнеса в Руане; имеет звание профессора английского языка. Параллельно изучала историю.
Политическую деятельность начала в 1995 году, когда была избрана в совет города Буа-Гийом и заняла пост вице-мэра. В 2001 году была избрана в городской совет Руана и заняла пост вице-мэра по вопросам культуры и международных отношений. В 2004 году по списку правых была избрана в Сенат Франции от департамента Приморская Сена. 
В 2008 году Катрин Морен-Десайи покидает партию Демократическое движение, в которой она была членом исполнительного бюро, и вступает в новообразованную партию Новый центр, где избирается национальным секретарем по вопросам культуры и средств массовой информации. В 2010 году возглавляет список правых на выборах в Совет региона Верхняя Нормандия от департамента Приморская Сена, после чего выходит из городского совета Руана.
В 2013 году Катрин Морен-Десайи отказывается возглавить список правых на выборах мэра Руана, а годом позже возглавляет правый список на выборах в Сенат, где одерживает победу, проведя в Сенат трех кандидатов из списка. В Сенате является председателем комиссии по вопросам культуры, образования и средств массовой информации. В 2014 году была одним из инициаторов резолюции, направленной на предоставление политического убежища Эдварду Сноудену. В 2016 году в составе правого списка была избрана в Региональный совет Нормандии.
После избрания Жана-Кристофа Лагарда президентом партии Союз демократов и независимых стала 4-м вице
-президентом СДН по вопросам культуры и новых технологий.

## Занимаемые выборные должности
1995 — 2001 — вице-мэр города Буа-Гийом 

2001 — 2008 — вице-мэр города Руан

2008 — 2010 — член совета города Руан

22.03.2010 — 2014 — член Совета региона Верхняя Нормандия
 
с 26.09.2004  — сенатор от департамента Приморская Сена 

с 13.12.2015 — член Регионального совета Нормандии